# Saivaza
Saivaza è una città e comune del Madagascar situata nel distretto di Antanambao Manampotsy, regione di Atsinanana. 
La popolazione del comune rilevata nel censimento 2001 era pari a 7 017 unità.